# Gnophos subpullata
Gnophos subpullata är en fjärilsart som beskrevs av Eugen Wehrli 1924. Gnophos subpullata ingår i släktet Gnophos och familjen mätare. Inga underarter finns listade i Catalogue of Life.